# Griekenland op de Olympische Zomerspelen 1992
Griekenland nam deel aan de Olympische Zomerspelen 1992 in Barcelona, Spanje. Er werd twee gouden medailles gewonnen.

## Medailleoverzicht
| Sport         | Olympiër         | Discipline      | Medaille |
| ------------- | ---------------- | --------------- | -------- |
| Atletiek      | Voula Patoulidou | 100m horden (v) | Goud     |
| Gewichtheffen | Pyrros Dimas     | -82,5kg (m)     | Goud     |

## Deelnemers en resultaten per onderdeel

### Atletiek
| Olympiër                | Discipline               | Resultaat | Prestatie                                                                                            |
| ----------------------- | ------------------------ | --------- | --- |
| Athanassios Kalogiannis | 400m horden (m)          | 23e       | serie 1: 4de in 49,52                                                                                |
| Konstantinos Koukodimos | verspringen (m)          | 23e       | kwalificatie groep B: 3de met 8,22m finale: 6de met 8,04m                                            |
| Spyridon Vasdekis       | verspringen (m)          | 16e       | kwalificatie groep A: 7de met 7,82m                                                                  |
| Kosmas Mikhalopoulos    | hoogspringen (m)         | 33e       | kwalificatie groep A: 20ste met 2,10m                                                                |
| Lambros Papakostas      | hoogspringen (m)         | 19e       | kwalificatie groep B: 10de met 2,20m                                                                 |
| Christos Pallakis       | polsstokhoogspringen (m) | 23e       | kwalificatie groep B: 12de met 5,30m                                                                 |
| Savvas Saritzoglou      | kogelslingeren (m)       | 13e       | kwalificatie groep B: 8ste met 74,16m                                                                |
|                         |                          |           | |
| Voula Patoulidou        | 100m horden (v)          | Goud      | serie 5: 4de in 13,14 kwartfinale 2: 3de in 13,05 halve finale 2: 3de in 12,88 finale: 1ste in 12,64 |
| Niki Bakogianni         | hoogspringen (v)         | 24e       | kwalificatie groep B: 14de met 1,88m                                                                 |
| Niki Gavera             | hoogspringen (v)         | 33e       | kwalificatie groep A: 17de met 1,83m                                                                 |
| Anna Verouli            | speerwerpen (v)          | 21e       | kwalificatie groep A: 11de met 56,96m                                                                |

### Boksen
| Olympiër               | Discipline | Resultaat | Prestatie                                                                         |
| ---------------------- | ---------- | --------- | --------------------------------------------------------------------------------- |
| Georgios Stefanopoulos | -91kg (m)  | 9e        | 1ste ronde: vrij 2de ronde: V van TCH Rückschloss: scheidsrechterlijke beslissing |

### Gewichtheffen
| Olympiër                    | Discipline  | Resultaat | Prestatie                                                          |
| --------------------------- | ----------- | --------- | ------------------------------------------------------------------ |
| Valerios Leonidis           | -60kg (m)   | 5e        | trekken: 3de met 132,5kg stoten: 5de met 162,5kg totaal: 295kg     |
| Panagiotis Grammatikopoulos | -75kg (m)   | 25e       | trekken: 27ste met 130kg stoten: 23ste met 172,5kg totaal: 302,5kg |
| Pyrros Dimas                | -82,5kg (m) | Goud      | trekken: 1ste met 167,5kg stoten: 3de met 202,5kg totaal: 370kg    |
| Panagiotis Drakopoulos      | -100kg (m)  | DNF       | trekken: 9de met 167,5kg stoten: geen geldige poging               |
| Pavlos Saltsidis            | -110kg (m)  | 8e        | trekken: 6de met 175kg stoten: 9de met 210kg totaal: 385kg         |

### Gymnastiek
| Olympiër         | Discipline      | Resultaat | Prestatie                                                           |
| ---------------- | --------------- | --------- | ------------------------------------------------------------------- |
| Maria Sansaridou | individueel (v) | 11e       | kwalificatie: 10de met 37,125 punten finale: 11de met 37,037 punten |
| Areti Sinapidou  | individueel (v) | 14e       | kwalificatie: 12de met 36,850 punten finale: 14de met 27,825 punten |

### Judo
| Olympiër               | Discipline | Resultaat | Prestatie |
| ---------------------- | ---------- | --------- | --------- |
| Ilias Nikas            | -95kg (m)  | 21e       |           |
|                        |            |           |           |
| Maria Karagiannopoulou | -52kg (v)  | 20e       |           |

### Moderne vijfkamp
| Olympiër                | Discipline  | Resultaat | Prestatie   |
| ----------------------- | ----------- | --------- | ----------- |
| Alexandros Nikolopoulos | individueel | 31e       | 5066 punten |

### Roeien
| Olympiër              | Discipline | Resultaat | Prestatie |
| --------------------- | ---------- | --------- | --- |
| Konstantinos Kariotis | skiff (m)  | 11e       | serie 3: 4de in 7.23,0 herkansingen: 1ste in 7.01,57 halve finale 1: 5de in 7.15,91 finale B: 5de in 7.19,47 |
|                       |            |           | |
| Tonia Svaier          | skiff (v)  | 7e        | serie 1: 3de in 7.51,35 halve finale 1: 5de in 7.42,77 finale B: 1ste in 8.06,65                             |

### Schermen
| Olympiër        | Discipline | Resultaat | Prestatie                                   |
| --------------- | ---------- | --------- | ------------------------------------------- |
| Zisis Babanasis | sabel (m)  | 27e       | 1ste ronde groep 7: 3de met 4 overwinningen |

### Schietsport
| Olympiër          | Discipline              | Resultaat | Prestatie                                              |
| ----------------- | ----------------------- | --------- | ------------------------------------------------------ |
| Dimitrios Baltas  | 50m pistool (m)         | 37e       | kwalificatie: 37ste met 543 punten (89-89-90-89-95-91) |
| Dimitrios Baltas  | 25m snelvuurpistool (m) | 25e       | kwalificatie: 25ste met 576 punten (286-289)           |
| Dimitrios Baltas  | 10m luchtpistool (m)    | 35e       | kwalificatie: 35ste met 570 punten (96-95-94-94-97-94) |
|                   |                         |           |                                                        |
| Ekaterini Kotroni | 10m luchtgeweer (v)     | 35e       | kwalificatie: 35ste met 383 punten (97-96-95-95)       |
| Dimitrios Baltas  | 25m pistool (v)         | 11e       | kwalificatie: 11de met 577 punten (286-291)            |
| Dimitrios Baltas  | 10m luchtpistool (v)    | 39e       | kwalificatie: 39ste met 371 punten (92-93-95-91)       |

### Schoonspringen
| Olympiër            | Discipline   | Resultaat | Prestatie                          |
| ------------------- | ------------ | --------- | ---------------------------------- |
| Georgios Portelanos | 3m plank (v) | 26e       | voorronde: 26ste met 240,42 punten |

### Synchroonzwemmen
| Olympiër                | Discipline | Resultaat | Prestatie                                                           |
| ----------------------- | ---------- | --------- | ------------------------------------------------------------------- |
| Christina Thalassinidou | solo       | 6e        | kwalificatie: 6de met 179,464 punten finale: 6de met 180,244 punten |

### Tennis
| Olympiër                                    | Discipline     | Resultaat | Prestatie                                                                                                 |
| ------------------------------------------- | -------------- | --------- | --- |
| Anastasios Bavelas Konstantinos Efraimoglou | dubbelspel (m) | 9e        | 1ste ronde: W van SMR Forcellini/Francini: 6-1, 6-1, 6-2 2de ronde: V van GER Becker/Stich: 1-6, 3-6, 4-6 |
|                                             |                |           | |
| Christína Papadáki                          | enkelspel (m)  | 33e       | 1ste ronde: V van LAT Gustmane: 6-4, 1-6, 2-6                                                             |
| Christína Papadáki Christina Zachariadou    | dubbelspel (m) | 17e       | 1ste ronde: V van CHN Li/Tang: 6-7(3), 3-6                                                                |

### Waterpolo
| Olympiër | Discipline | Resultaat | Prestatie |
| --- | ---------- | --------- | --- |
| Dimitrios Bitsakos Kyriakos Giannopoulos Filippos Kaiafas Theodoros Lorantos Konstantinos Loudis Georgios Mavrotas Tasos Papanastasiou Evangelos Pateros Vangelis Patras Epaminondas Samartzidis Dimitrios Seletopoulos Nikolaos Venetopoulos Gerasimos Voltyr | mannen     | 10e       | groep B: 6de V van Cuba: 9-10 V van Spanje: 6-11 G van Nederland: 4-4 V van Hongarije: 7-12 V van Italië: 6-8 groep 9-12de plek: 2de W van Frankrijk: 10-6 W van Tsjecho-Slowakije: 10-8 |

| Groep B |             |             |             |             |             |        |        |        |        |
| #       | Land        | Wedstrijden | Wedstrijden | Wedstrijden | Wedstrijden | Punten | Punten | Punten | Punten |
| #       | Land        | G           | W           | G           | V           | V      | T      | Saldo  | Punten |
| 1       | Spanje      | 5           | 4           | 1           | 0           | 52     | 36     | +16    | 9      |
| 2       | Italië      | 5           | 3           | 2           | 0           | 41     | 34     | +7     | 8      |
| 3       | Hongarije   | 5           | 2           | 2           | 1           | 49     | 46     | +3     | 6      |
| 4       | Cuba        | 5           | 2           | 0           | 3           | 50     | 53     | -3     | 4      |
| 5       | Nederland   | 5           | 0           | 2           | 3           | 36     | 46     | -10    | 2      |
| 6       | Griekenland | 5           | 0           | 1           | 4           | 32     | 45     | -13    | 1      |

| Ronde      | Datum     | Plaats      | Land | Score     | Land |
| ---------- | --------- | ----------- | ---- | --------- | ---- |
| Groepsfase |           |             |      |           |      |
| 1 augustus | Barcelona | Griekenland | 9-10 | Cuba      |      |
| 2 augustus | Barcelona | Spanje      | 11-6 | Cuba      |      |
| 3 augustus | Barcelona | Griekenland | 4-4  | Nederland |      |
| 5 augustus | Barcelona | Griekenland | 7-12 | Hongarije |      |
| 6 augustus | Barcelona | Italië      | 8-6  | Cuba      |      |

| Groep 9-12de plaats |             |             |             |             |             |        |        |        |        |
| #                   | Land        | Wedstrijden | Wedstrijden | Wedstrijden | Wedstrijden | Punten | Punten | Punten | Punten |
| #                   | Land        | G           | W           | G           | V           | V      | T      | Saldo  | Punten |
| 1                   | Nederland   | 3           | 2           | 1           | 0           | 28     | 20     | +8     | 5      |
| 2                   | Frankrijk   | 3           | 2           | 1           | 0           | 24     | 18     | +6     | 5      |
| 3                   | Griekenland | 3           | 1           | 0           | 2           | 28     | 31     | -3     | 2      |
| 4                   | Tsjechië    | 3           | 0           | 0           | 3           | 22     | 33     | -11    | 0      |

| Ronde      | Datum     | Plaats            | Land | Score       | Land |
| ---------- | --------- | ----------------- | ---- | ----------- | ---- |
| Groepsfase |           |                   |      |             |      |
| 8 augustus | Barcelona | Frankrijk         | 6-10 | Griekenland |      |
| 9 augustus | Barcelona | Tsjecho-Slowakije | 8-10 | Griekenland |      |

### Wielersport
| Olympiër            | Discipline                    | Resultaat | Prestatie                      |
| Baan                | Baan                          | Baan      | Baan                           |
| ------------------- | ----------------------------- | --------- | ------------------------------ |
| Georgios Portelanos | individuele achtervolging (m) | 18e       | kwalificatie: 18de in 4.46,345 |
| Georgios Portelanos | puntenkoers (m)               | 32e       | serie 2: 17de met 3 punten     |

### Worstelen
| Olympiër                | Discipline  | Resultaat   | Prestatie |
| Vrije stijl             | Vrije stijl | Vrije stijl | Vrije stijl |
| ----------------------- | ----------- | ----------- | --- |
| Georgios Moustopoulos   | -62kg (m)   | 15e         | groep B: 8ste W van IND Dahiya: 6-4 V van IRI Mohammadian: 0-4 V van SUI Müller: 0-5                                                           |
| Georgios Athanasiadis   | -68kg (m)   | 11e         | groep B: 6de W van KOR Go: 4-2 V van GER Schwabenland: 0-0 V van IRI Akbarnejad: 1-5                                                           |
| Ioakim Vassiliadis      | -74kg (m)   | 9e          | groep A: 5de V van KOR Park: 0-4 V van IRI Khadem: 2-4 9-10de plek: W van BUL Zhelev                                                           |
| Heraklis Deskoulidis    | -90kg (m)   | 9e          | groep B: 5de W van BUL Baev: 8-2 V van IRI Baninosrat: 0-4 V van MGL Sükhbat: 0-2 9-10de plek: W van GER Schneider: 3-0                        |
| Heraklis Deskoulidis    | -100kg (m)  | 17e         | groep A: 9de V van IND Verma: 0-5 V van GER Balz: 0-4                                                                                          |
| Grieks-Romeins          |             |             | |
| Isaac Theodoridis       | -57kg (m)   | 17e         | groep A: 9de V van HUN Sike: 2-3 V van CUB Lara: 0-5                                                                                           |
| Isaac Theodoridis       | -62kg (m)   | 9e          | groep B: 5de W van TCH Vavrla: 2-1 V van BUL Grigorov: 3-13 V van CUB Maren: 0-5 W van ESP Martinez: 3-0 9-10de plek: W van GER Büttner        |
| Petros Triantafyllidis  | -74kg (m)   | 17e         | groep B: 9de V van CUB Almanza: 0-5 V van FRA Riemer: 0-8                                                                                      |
| Leonidas Pappas         | -82kg (m)   | 17e         | groep B: 9de V van FRA Mischler: 0-2 V van Onafhankelijk deelnemer Kasum: 0-3                                                                  |
| Iordanis Konstantinidis | -90kg (m)   | 11e         | groep A: 6de V van BUL Yordanov: 1-5 W van FRA Meiss: 6-1 V van ITA Campanella: 2-4                                                            |
| Panagiotis Poikilidis   | -130kg (m)  | 8e          | groep B: 4de W van POL Choromanski: 2-0 W van JPN Suzuki: 2-0 V van SWE Johansson: 0-2 V van HUN Klauz: 1-2 7-8ste plek: V van FIN Ahokas: 0-1 |

### Zeilen
| Olympiër                                                    | Discipline       | Resultaat | Prestatie                                |
| ----------------------------------------------------------- | ---------------- | --------- | ---------------------------------------- |
| Nikolaos Kaklamanakis                                       | lechner A390 (m) | 9e        | 123,4 punten: (2-9-16-DSQ-6-8-5-14-10-6) |
| Armando Ortolano                                            | finn (m)         | 9e        | 81,7 punten: (18-7-PMS-1-6-9-12)         |
| Andreas Kosmatopoulos A. Pahoumas                           | 470 (m)          | 17e       | 137 punten: (21-28-5-12-9-DSQ-27)        |
|                                                             |                  |           |                                          |
| Iakovos Kisseoglou Dimitris Boukis                          | star             | 8e        | 84 punten: (18-8-11-21-7-10-1)           |
| Anastasios Bountouris Dimitrios Deligiannis Michael Mitakis | soling           | 20e       | 116 punten: (20-16-PMS-19-22-9)          |

### Zwemmen
| Olympiër           | Discipline           | Resultaat | Prestatie             |
| ------------------ | -------------------- | --------- | --------------------- |
| Nikos Paleokrassas | 50m vrije stijl (m)  | 26e       | serie 7: 3de in 23,51 |
| Nikos Steliou      | 50m vrije stijl (m)  | 28e       | serie 7: 5de in 23,55 |
| Nikos Paleokrassas | 100m vrije stijl (m) | 53e       | serie 4: 5de in 53,47 |

Albanië · Algerije · Amerikaanse Maagdeneilanden · Amerikaans-Samoa · Andorra · Angola · Antigua en Barbuda · Argentinië · Aruba · Australië · Bahama's · Bahrein · Bangladesh · Barbados · België · Belize · Benin · Bermuda · Bhutan · Bolivia · Bosnië en Herzegovina · Botswana · Brazilië · Britse Maagdeneilanden · Bulgarije · Burkina Faso · Canada · Centraal-Afrikaanse Republiek · Chili · China · Chinees Taipei · Colombia · Congo-Brazzaville · Cookeilanden · Costa Rica · Cuba · Cyprus · Denemarken · Djibouti · Dominicaanse Republiek · Duitsland · Ecuador · Egypte · El Salvador · Equatoriaal-Guinea · Estland · Ethiopië · Fiji · Filipijnen · Finland · Frankrijk · Gabon · Gambia · Gezamenlijk team · Ghana · Grenada · Griekenland · Groot-Brittannië · Guam · Guatemala · Guinee · Guyana · Haïti · Honduras · Hongarije · Hongkong · Ierland · IJsland · India · Indonesië · Irak · Iran · Israël · Italië · Ivoorkust · Jamaica · Japan · Jemen · Jordanië · Kaaimaneilanden · Kameroen · Kenia · Koeweit · Kroatië · Laos · Lesotho · Letland · Libanon · Libië · Liechtenstein · Litouwen · Luxemburg · Madagaskar · Malawi · Malediven · Maleisië · Mali · Malta · Marokko · Mauritanië · Mauritius · Mexico · Monaco · Mongolië · Mozambique · Myanmar · Namibië · Nederland · Nederlandse Antillen · Nepal · Nicaragua · Nieuw-Zeeland · Niger · Nigeria · Noord-Korea · Noorwegen · Oeganda · Oman · Oostenrijk · Pakistan · Panama · Papoea-Nieuw-Guinea · Paraguay · Peru · Polen · Portugal · Puerto Rico · Qatar · Roemenië · Rwanda · Saint Vincent‑Grenadines · Salomonseilanden · Samoa · San Marino · Saoedi-Arabië · Senegal · Seychellen · Sierra Leone · Singapore · Slovenië · Soedan · Spanje · Sri Lanka · Suriname · Swaziland · Syrië · Tanzania · Thailand · Togo · Tonga · Trinidad en Tobago · Tsjaad · Tsjecho-Slowakije · Tunesië · Turkije · Uruguay · Vanuatu · Venezuela · Verenigde Arabische Emiraten · Verenigde Staten · Vietnam · Zaïre · Zambia · Zimbabwe · Zuid-Afrika · Zuid-Korea · Zweden · Zwitserland · Onafhankelijke olympische deelnemers